# Dobrotić
Dobrotić (cyr. Добротић) – wieś w Serbii, w okręgu toplickim, w mieście Prokuplje. W 2011 roku liczyła 18 mieszkańców.